# Glándulas tubariales
Las glándulas salivales tubariales o glándulas tubariales son un conjunto de glándulas que secretan saliva ubicadas en la parte posterior de la nasofaringe. Fueron descubiertas en septiembre de 2020 por un grupo de investigadores holandeses —entre ellos Wouter Vogel y Matthijs Valstar— del Instituto del Cáncer de los Países Bajos (Netherlands Cancer Institute).
Forman parte de las glándulas productoras de saliva junto a las consideradas glándulas mayores (sublinguales, parótidas y submaxilares) y las menores.

## Descubrimiento
El oncólogo radioterapeuta Wouter Vogel del Instituto del Cáncer de los Países Bajos se encotraba utilizando una combinación de tomografías computarizadas (CT) y tomografías por emisión de positrones (PET) llamadas PSMA PET-CT para estudiar el cáncer de próstata cuando las descubrieron por accidente. Vogel estaba utilizando esta nueva técnica para detectar células en las glándulas salivales que utiliza un trazador radiactivo que se une a un antígeno de membrana específico de la próstata (PSMA). Este método se utiliza normalmente para detectar el cáncer de próstata, pero en un estudio anterior, Vogel y sus colegas habían descubierto que también etiqueta las células de las glándulas salivales, donde también se expresa PSMA. Al detectar Vogel observó por primera vez la señal no anticipada de un nivel inesperadamente alto de rotulación en la sección superior de la garganta conocida como nasofaringe, acudió a su colega el cirujano oral y maxilofacial Matthijs Valstar para verificar el nuevo tejido salival.